# Le Monde
Le Monde (IPA: /lə mɔ̃d/, svenska: Världen) är en fransk dagstidning grundad 19 november 1944 av Hubert Beuve-Méry. Den har en ambition att fungera som "referens" inom den franska dagspressen Den är den bästsäljande största franska dagstidningen med rikstäckning, oräknat gratistidningar. 2023 hade man knappt 2,7 miljoner läsare och 2021 cirka 500 000 prenumeranter (varav 414 000 digitala och 87 000 prenumeranter på papperstidningen.
Tidningen distribueras distribueras till tidningskioskerna på eftermiddagarna, märkt med morgondagens datum, vilket gör den till en kvällstidning. Tidningen har även en relation till den utrikespolitiska tidskriften Le Monde diplomatique, grundad 1954 av Beuve-Méry.

## Historik
Tidningen grundades några månader efter befrielsen av Paris, och det första numret bestod på grund av den rådande pappersbristen endast av ett blad.
1995 etablerade man den första webbupplagan av tidningen. Det var dock först 2010 som denna övergick till att delvis fungera som betaltidning med betalmur för en del av artikelsortimentet. 2016 var antalet digitala prenumeranter för första gången över 100 000 och därmed fler än de som betalade för papperstidningen, och sedan dess har antalet digitala prenumeranter ökat kraftigt.
Tidningen hade hösten 2023 Louis Dreyfus som ansvarig utgivare och Laurent Borredon som chefredaktör.